# Gemballa
Gemballa – niemieckie przedsiębiorstwo branży motoryzacyjnej, zajmujące się tuningiem samochodów marki Porsche.
Przedsiębiorstwo założone zostało w 1981 roku przez Uwe Gemballę, a jego siedziba mieści się w Leonbergu, w Badenii-Wirtembergii. W lutym 2010 roku ogłoszono upadłość spółki, a następnie, w sierpniu 2010 roku po wykupieniu znaku towarowego przez Andreasa Schwarza przedsiębiorstwo otwarto na nowo. Nowy właściciel został dyrektorem wykonawczym.
Założyciel firmy, Uwe Gemballa w tajemniczych okolicznościach zniknął w lutym 2010 roku w Republice Południowej Afryki, od tamtego czasu tylko raz nawiązując kontakt ze swoją żoną. 28 września 2010 roku południowoafrykańska policja odnalazła zafoliowane ciało na zachód od Pretorii, które po porównaniu z kartą dentystyczną zidentyfikowano jako zwłoki Uwe Gemballi.